# National Union of Namibian Workers
Die National Union of Namibian Workers (NUNW; deutsch Nationaler Verband der namibischen Arbeiter) ist einer der drei großen Gewerkschaftsbünde in Namibia. Er hat (Stand 2018) etwa 85.000 Mitglieder die in neun Gewerkschaften organisiert sind.
Die NUNW ist Mitglied der International Trade Union Confederation (ITUC) und Organisation of African Trade Union Unity (OATUU).

## Hintergrund
Die Gewerkschaft wurde im April 1970 von der SWAPO im Exil in Tansania Gegründet. Acht Jahre später wurde die NUNW Mitglied der World Federation of Trade Unions (WFTU). 1979 wurde der neue Hauptsitz der NUNW ins angolanische Luanda verlegt. 1989 beschloss die Hauptversammlung der Gewerkschaft sich in Namibia mit Einzelgewerkschaften zu vereinigen.
Im Oktober 2009 schloss sich die NUNW der ITUC an und beendete damit ihre Mitgliedschaft in der WFTU
Zuletzt 2014 versicherte die NUNW öffentlich ihre Anlehnung an die regierende SWAPO.

## Mitgliedsgewerkschaften
| Name                                       | Abkürzung | Zielgruppe          | Mitglieder | Gründung |
| ------------------------------------------ | --------- | ------------------- | ---------- | -------- |
| Metal and Allied Namibian Workers Union    | MANWU     | Metall              | 8000       | 1987     |
| Mine Workers Union of Namibia              | MUN       | Bergbau             | 8000       | 1986     |
| Namibia Financial Institutions Union       | NAFINU    | Finanzwesen         | 4500       | 2000     |
| Namibia Food and Allied Workers Union      | NAFAU     | Lebensmittel        | 12.000     | 1986     |
| Namibia Music Industry Union               | NAMIU     | Musik               | 400        | 2002     |
| Namibia National Teachers Union            | NANTU     | Lehrer              | 16.000     | 1989     |
| Namibia Public Workers Union               | NPWU      | Öffentlicher Dienst | 25.000     | 1987     |
| Namibia Transport and Allied Workers Union | NATAU     | Transport           | 4000       | 1988     |
| Namibia Farmworkers’ Union                 | NAFWU     | Farmarbeiter        | 7000       | 1994     |

## Hochrangige NUNW-Persönlichkeiten
- Bernhard Esau (* 1957), ehemaliger Generalsekretär der NUNW ab 1991 und ehemaliger namibischer Minister
- Pohamba Shifeta (* 1968), namibischer Minister